# Kattsnok
Kattsnok  (Telescopus fallax) är en ormart som beskrevs av Fleischmann 1831. Kattsnoken ingår i släktet Telescopus och familjen snokar. Arten kallas även kattorm på svenska.

## Underarter
Arten delas in i följande underarter (den taxonomiska statusen är dock ifågasatt):
- T. f. iberus förekommer från östra Turkiet över norra Iran till Kaukasus
- T. f. intermedius framför allt en grekisk underart
- T. f. multisquamatus även denna en grekisk underart
- T. f. pallidus samma gäller denna
- T. f. syriacus finns från sydöstra Turkiet till Libanon, Syrien, Jordanien och norra Israel
- T. f. cyprianus  finns på Cypern

## Beskrivning

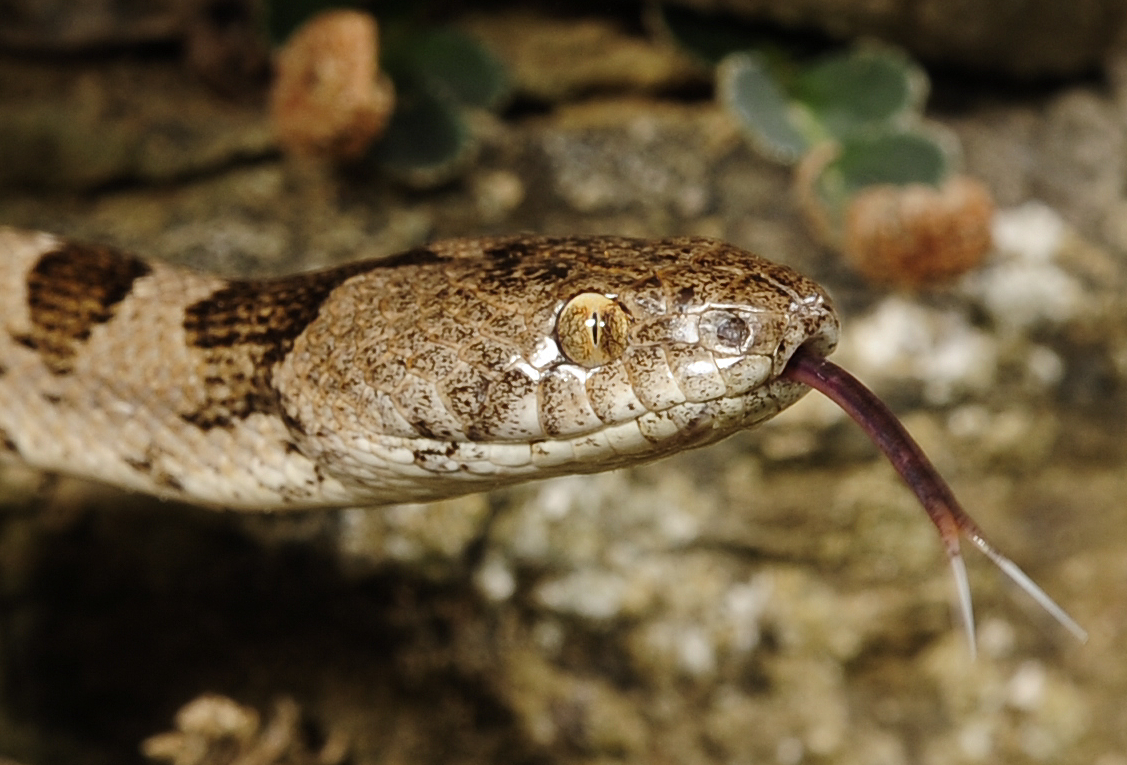
Kattsnok, pupillerna är tydligt springformade och vertikala.

En 60 till 100 cm lång orm med ljusgrå, orangebrun till brunaktig rygg och gulaktig till  vitaktig buk. Längs ryggen och sidorna har den (ibland otydliga) mörka, rektangulära fläckar, och på buken finns mörka markeringar. Dessutom har ormen en mörk fläck i nacken. Pupillerna är tydligt springformade och vertikala.

## Ekologi
Kattsnoken lever i stenig terräng med buskartad växtlighet, både i låglänta och mer höglänta områden, bland annat på bergsstäpper. Den förekommer också i gles skog, i stenmurar och ruiner, samt i halvöknar.
Arten är främst nattaktiv och äter i huvudsak sovande ödlor. Arten är bakgifttandad och har ett paralyserande nervgift, men är inte farlig för människor. Den är äggläggande, och honan lägger mellan 5 och 9 ägg.

## Utbredning
Utbredningsområdet omfattar Sydösteuropa och västra Asien från nordvästligaste Italien söderut längs östra Medelhavet (inklusive öar som Malta, Cypern och Kreta) över Slovenien, Kroatien, Bosnien-Herzegovina, södra Montenegro, södra Bulgarien, Albanien, Makedonien, Grekland, Turkiet till Syrien, Libanon och Israel, samt i Kaukasus i södra Ryssland, Georgien, Armenien och Azerbajdzjan.

## Status
IUCN kategoriserar arten globalt som livskraftig. Den är vanlig i stora delar av sitt tbredningsområde, men förefaller vara ovanlig i Italien, Turkiet och på Malta. I vissa delar av utbredningsområdet förföljs den på grund av att den förväxlas med farliga huggormar; lokalt är den hotad på grund av jordbruksrationaliseringar, byggnation och trafik.